# Зноб-Трубчевська
Зноб-Трубче́вська — село в Україні, у Зноб-Новгородській селищній громаді Шосткинського району Сумської області. Населення становить 522 осіб. До 2016 орган місцевого самоврядування — Зноб-Трубчевська сільська рада.

## Географія
Село Зноб-Трубчевська знаходиться на лівому березі річки Знобівка, вище за течією на відстані 1,5 км розташоване смт Зноб-Новгородське, на протилежному березі — села Карпеченкове і Кудоярове. Поруч із селом проходить кордон з Росією. Поруч проходить залізниця, станція Чигинок за 4 км.

## Назва
Зноб є стародавньою формою слова озноб, яке означає симптом відчуття холоду. Трубчевська веде до Трубчевського удільного князівства часів роздробленості Русі (наразі в основному знаходиться на території Росії) і князів Трубецьких. Також варто додати що «трубою» в часи Русі називалася протока, або річкове русло.

## Символіка
На гербі зображена труба, що символізує Трубчевське князівство і другу частину назви населеного пункту (герб є промовистим). Синій колір символізує озноб (коли людина дуже змерзла в неї синіють губи), що вказує на першу частину назви. На червоному стязі, що звисає з труби, зображена Погоня з герба князів Трубецьких. Також вона символізує заснування села в часи Великого князівства Литовського і відвідини села великим князем.

## Історія
Село відноситься до найдавніших поселень Середино-Будського району. Воно було засноване до середини XV століття, у той час, коли Сіверські землі входили до складу Великого Князівства Литовського, а може і раніше. Про це свідчать дані, що містяться в «Записах земельних дач короля Казимира», згідно з якими в середині XV століття Зноб вже існувала і в 1457 році була відвідана великим князем литовським і королем польським Казимиром IV Ягеллончиком.
З 1503 року і до укладання в грудні 1618 Деулінського перемир'я Зноб-Трубчевська входила до складу Великого князівства Московського і Російського царства, а після укладення Деулінського перемир'я відійшла до Речі Посполитої.
На початку двадцятих років XVII століття село було дароване шляхтичу Яну Завольському, який через кілька років уступив його новгород-сіверському підкоморію Щасному Вишелю.
У 1629 році Щасний Вишель продав село князю Петру Юрійовичу Трубецькому (? — 1644), камергеру польського двору і стародубському маршалку. У його володінні воно перебувало до його смерті, яка настала в 1644 році, після чого перейшло у спадок до його дружини Єлизавети Друцької-Соколинської і синові Юрію Петровичу Трубецькому.
Проте в їх володінні Зноб-Трубчевська перебувала недовго, оскільки вже в 1645 році була включена до складу Російського царства, а 7 березня 1660 передана разом з Трубчевським повітом князю Олексію Микитовичу Трубецькому (1660–1680).
Після смерті князя Олексія Трубецького, що настала в 1680 році, Зноб-Трубчевська перейшла у спадок до його хрещеника — Петра І і з того часу перебувала у віданні Наказу великого палацу, а її жителі мали статус палацових селян і належали особисто царю та членам його сім'ї.
Наприкінці XVIII ст. Зноб-Трубчевська була передана таємному раднику Осипу Степановичу Судієнкові і перебувала в його володінні до його смерті, яка настала 4 грудня 1811, після чого перейшла у спадок до його сина Михайла Осиповича Судієнка, який в 1860 році володів в ній 80 дворами і 232 кріпаками чоловічої статі.
Після смерті М. О. Судієнка, що настала 8 вересня 1871, всі його Зноб-Трубчевські володіння успадкував молодший син Олександр Михайлович Судієнко (28.07.1832—12.04.1882), а від нього вони перейшли до його синів Євгена Олександровича та Георгія Олександровича Судієнків.
До жовтневого перевороту 1917 року у Зноб-Трубчевську діяла православна Георгіївська церква, при якій функціонувала однокласна церковно-парафіяльна школа.
З 1861 року село входило до складу Селецької волості Трубчевського повіту Орловської губернії.
Станом на 1880 у колишньому власницькому надільному селі мешкало 967 осіб, налічувалось 156 дворових господарств, існували православна церква, лавка, торжки.
З 1920 року — у складі Селецької волості Трубчевського повіту Брянської губернії, з 1925 року — Трубчевської волості Почепського повіту Брянської губернії, а після прийняття Президією ЦВК СРСР постанови від 16 жовтня 1925 «Про врегулюванні кордонів УРСР з РРФСР і БРСР» було передано до складу України.
12 червня 2020 року, відповідно до розпорядження Кабінету Міністрів України № 723-р «Про визначення адміністративних центрів та затвердження територій територіальних громад Сумської області», село увійшло до складу Зноб-Новгородської селищної громади.
19 липня 2020 року, в результаті адміністративно-територіальної реформи та ліквідації Середино-Будського району, село увійшло до складу новоутвореного Шосткинського району.

#### Російське вторгнення в Україну (з 2022)
28 червня 2024 року росіяни в селі поранили одну цивільну людину. Ймовірно удар був FPV-дроном.

## див.
- Глухівська округа

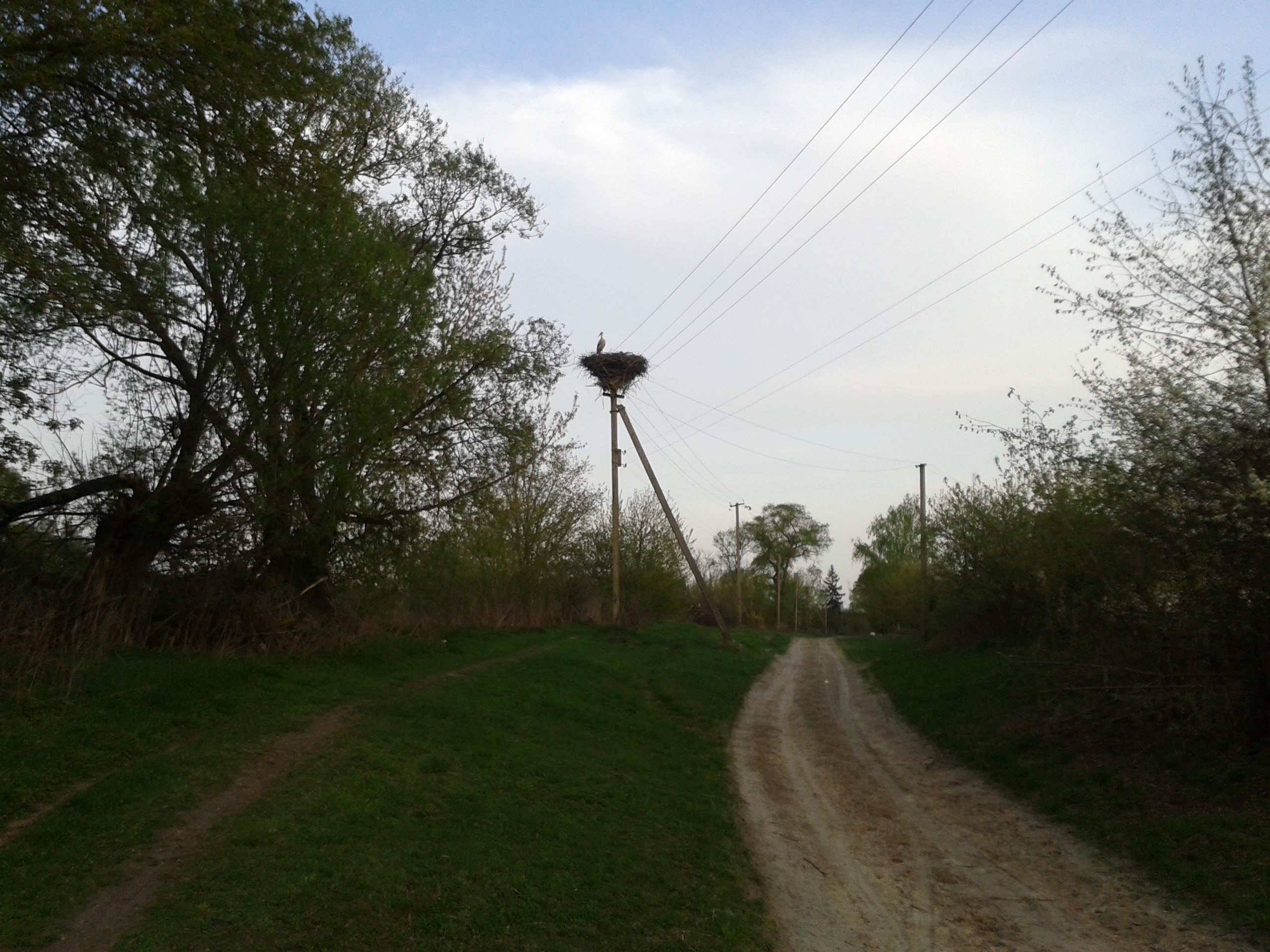
Село Зноб-Трубчевська
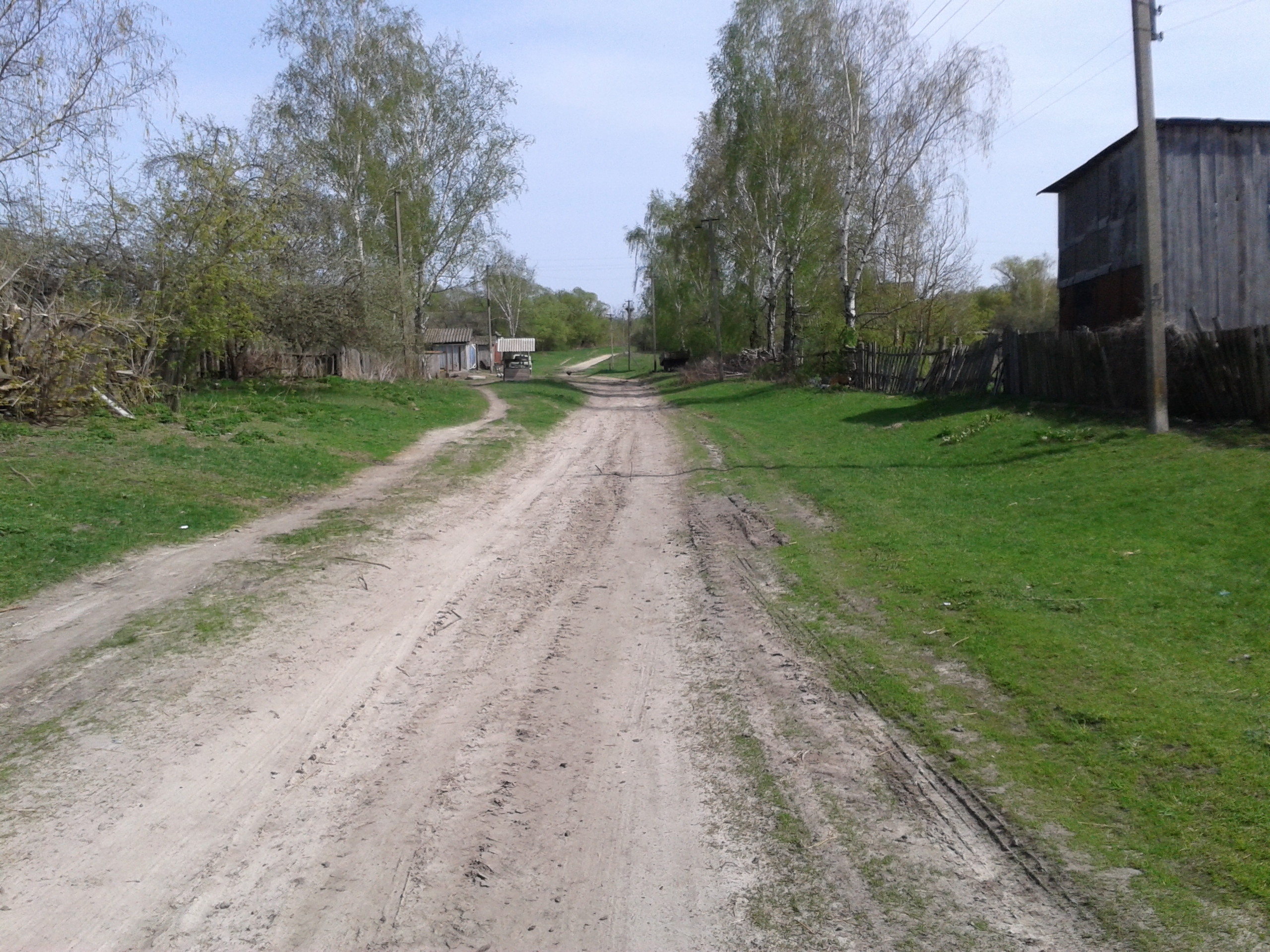
Зноб-Трубчевська
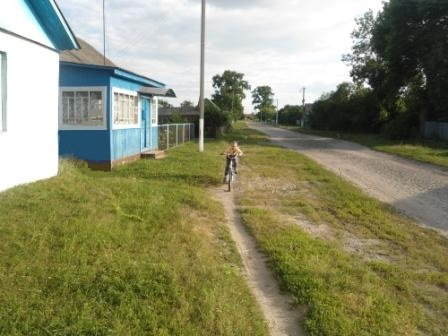
Зноб-Трубчевська у бік Зноб-Новгородське

## Відомі люди
- Горєлов Павло Миколайович (1922-?) — вояк УПА.